# Taft (California)
Taft è una città degli Stati Uniti d'America, situata in California, nella contea di Kern.